# 星塘鳢
星塘鳢（学名：Asterropteryx semipunctatus）为塘鳢科星塘鳢属的鱼类。分布于红海、印度洋北部沿海至太平洋中部夏威夷群岛和土阿莫土群岛、北至日本南部以及西沙群岛、海南岛、澎湖列岛等，属于暖水性鱼类。其常生活于珊瑚丛中。